# Чёрный какаду
Чёрный какаду (лат. Probosciger aterrimus) — птица семейства какаду. Единственный вид рода.

## Внешний вид
Довольно крупный попугай с длиной тела 70—80 см, хвоста 25 см; вес 500—1000 г. Окраска его чёрно-грифельного цвета с едва заметным зелёным оттенком. Клюв очень крупный, до 9 см, мощный, чёрный, очень похож на клюв ара. Хохол большой из узких длинных, закрученных назад, лентовидных перьев. Щёки не оперены и имеют мясной, а при возбуждении ало-красный цвет. Голые участки вокруг глаз чёрные. Радужка тёмно-коричневая. Ноги серые. Самка мельче, с меньшим клювом.

## Распространение
Обитает на севере Австралии, полуострове Кейп-Йорк, в Новой Гвинее и близлежащих островах. Данный вид является самым древним видом какаду в Австралии. Он первым заселил северную часть этого континента.

## Образ жизни
Населяют высокоствольные тропические леса и саванны с отдельными группами деревьев. Живут поодиночке или небольшими группами. Питаются семенами эвкалипта, акаций, фиговых деревьев и личинками насекомых, которых легко достают своим сильным клювом из-под коры деревьев и ветвей. В поисках пищи они очень ловко лазают по веткам больших и высоких деревьев. Голос, даже в спокойном состоянии, довольно неприятный, скрипучий, в возбуждённом состоянии очень громкий, резкий и весьма неприятный.
Живут эти попугаи чрезвычайно долго — до 90 лет. У чёрных какаду времени более чем достаточно для обучения самым сложным вещам. В отношения с самками самцы вступают в зрелом возрасте. Это делает данный вид вообще уникальным среди большинства птиц и попугаев, которые обычно стремятся как можно раньше начать отношения, для выведения потомства. Пары сохраняются на всю жизнь.

## Размножение
Гнездятся в просторных дуплах старых деревьев, расположенных высоко над землёй. В кладке обычно одно яйцо. Насиживание длится около 30 дней, а в возрасте 10—12 недель птенец вылетает из гнезда и находится под опекой родителей до 4—5 месяцев. Ритуал ухаживания за самкой является уникальным среди всех попугаев в мире. Самец, подготовив дупло, порой не одно, демонстративно выбирает палочку, откусывает её своим чрезвычайно мощным клювом, очищает от листьев и начинает стучать по гнезду. Если звук ему не нравится, то он выбирает вторую, третью палочки до того момента, когда звук понравится и ему и самке. Так же удивительно, что вначале постукиваний попугай явно старается поймать ритм звуков. По завершении стука, самец расщепляет палочку клювом и кидает щепки в дупло. Столь осмысленное использование посторонних предметов практически не встречается у других птиц и тем более в плане ухаживания за самкой.

## Содержание
В неволе держат чаще всего в зоопарках. Содержать его в домашних условиях довольно сложно, так как в природе чёрный какаду питается орехами канарского дерева и другими экзотическими плодами. Их трудно чем-либо заменить, поэтому даже в зоопарках чёрные какаду живут сравнительно недолго. Биологами в зоопарках была разработана сложная диета из нескольких видов тропических орехов и фруктов. Как и все какаду, может легко разломать клювом деревянную клетку, поэтому их содержат в больших клетках-вольерах из прочной металлической сетки.
Отличается скверным характером, при малейших ошибках в приручении это уже не исправить и попугай становится агрессивным. Как и все крупные какаду, чёрный какаду злопамятен и не забудет ничего, что сделал ему плохого человек.

## Классификация
Вид включает в себя 4 подвида:
- Probosciger aterrimus aterrimus (Gmelin, 1788)
- Большой пальмовый какаду Probosciger aterrimus goliath (Kuhl, 1820)
- Probosciger aterrimus macgillivrayi (Mathews, 1912)
- Ван-Уртов какаду Probosciger aterrimus stenolophus (Oort, 1911)

## Галерея

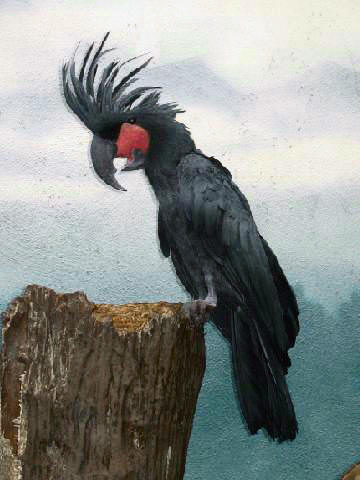
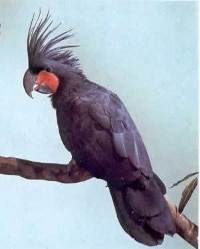
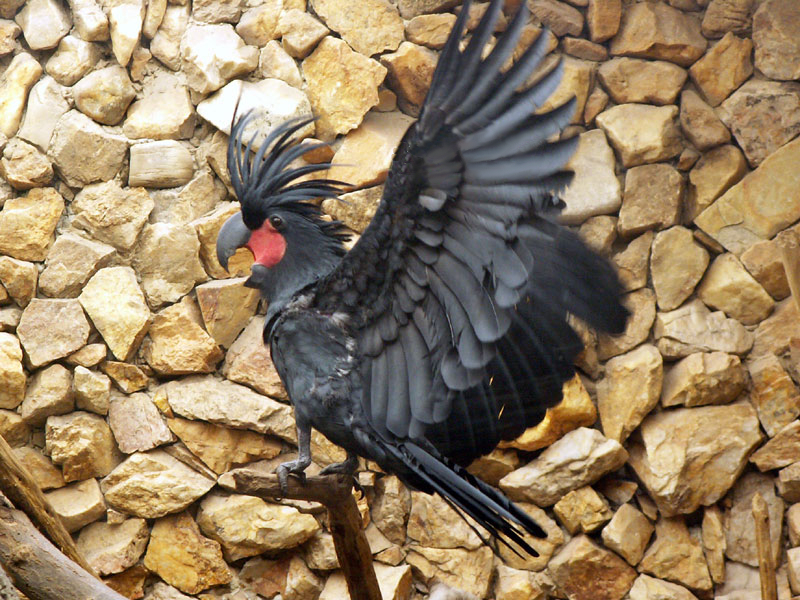